# Damüls
Damüls é um município da Áustria, situado no distrito de Bregenz, no estado de Vorarlberg. Tem 20,9 km² de área e sua população em 2019 foi estimada em 308 habitantes.